# Tanudan
Tanudan (Bayan ng Tanudan) är en kommun i Filippinerna. Kommunen ligger på ön Luzon, och tillhör provinsen Kalinga. Folkmängden uppgår till 10 275 invånare.

## Barangayer
Tanudan är indelat i 16 barangayer.
| - Anggacan - Babbanoy - Dacalan - Gaang - Lower Mangali - Lower Taloctoc - Lower Lubo - Upper Lubo | - Mabaca - Pangol - Poblacion - Upper Taloctoc - Anggacan Sur - Dupligan - Lay-asan - Mangali Centro |